# Coupe de la confédération 2017
Navigation
Édition précédente Édition suivante
La Coupe de la confédération Total 2017 est la 14e édition de la Coupe de la confédération, seconde compétition de football africaine de clubs, mettant aux prises les meilleures formations non qualifiées pour la Ligue des champions de la CAF.
Le principal changement dans la compétition cette année est, comme pour la Ligue des champions, le passage de la phase de poules de 8 à 16 formations. De plus, ce ne sont plus 8 mais 16 équipes qui sont reversées de la Ligue des champions vers la Coupe de la confédération.

## Sponsoring
En juillet 2016, Total a annoncé avoir passé un accord de sponsoring avec la Confédération africaine de football (CAF). L’accord vaut pour les huit prochaines années et concernera les dix principales compétitions organisées par la CAF, dont la Coupe de la Confédération de la CAF, qui est désormais baptisée "Coupe de la Confédération de la CAF Total" ou "Coupe de la Confédération Total".

## Participants
- Théoriquement, jusqu'à 56 fédérations membres de la CAF peuvent inscrire une formation en Coupe de la confédération 2017.
- Les 12 pays les mieux classés en fonction du Classement 5-Year de la CAF peuvent inscrire 2 équipes par compétition. Pour la compétition de cette année, la Confédération africaine de football va utiliser Classement 5-Year de la CAF d'entre 2011 et 2016. En conséquence, 56 clubs ont pu entrer dans le tournoi.

Ci-dessous le schéma de qualification pour la compétition. Les nations sont affichées en fonction de leur Classement 5-Year de la CAF:
| Fédération                                                                 | Club                                                | Classement                                                      |
| Fédérations avec deux représentants (Classées 1-12)                        | Fédérations avec deux représentants (Classées 1-12) | Fédérations avec deux représentants (Classées 1-12)             |
| -------------------------------------------------------------------------- | --------------------------------------------------- | --------------------------------------------------------------- |
| Tunisie 1er - 100 pts                                                      | Club africain                                       | Finaliste de la Coupe de Tunisie 2015-2016                      |
| Tunisie 1er - 100 pts                                                      | CS sfaxien                                          | 3e du Championnat de Tunisie 2015-2016                          |
| Égypte 2e - 80 pts                                                         | Smouha SC                                           | 3e du Championnat d'Égypte 2015-2016                            |
| Égypte 2e - 80 pts                                                         | Al-Masry Club                                       | 4e du Championnat d'Égypte 2015-2016                            |
| République démocratique du Congo 3e - 69 pts                               | SM Sanga Balende                                    | 3e du Championnat de République démocratique du Congo 2015-2016 |
| République démocratique du Congo 3e - 69 pts                               | FC Renaissance du Congo                             | Vainqueur de la Coupe de République démocratique du Congo 2016  |
| Algérie 4e - 64 pts                                                        | JS Kabylie                                          | 3e du Championnat d'Algérie 2015-2016                           |
| Algérie 4e - 64 pts                                                        | MC Alger                                            | Vainqueur de la Coupe d'Algérie de football 2015-2016           |
| Soudan 5e - 51pts                                                          | Al Ahly Shendi                                      | 3e du Championnat du Soudan 2016                                |
| Soudan 5e - 51pts                                                          | Al Hilal Obayid                                     | Finaliste de la Coupe du Soudan 2016                            |
| Afrique du Sud 6e - 27pts                                                  | Platinum Stars FC                                   | 3e du Championnat d'Afrique du Sud 2015-2016                    |
| Afrique du Sud 6e - 27pts                                                  | Supersport United Football Club                     | Vainqueur de la Coupe d'Afrique du Sud 2016                     |
| République du Congo 7e - 24 pts                                            | Étoile du Congo                                     | 3e du Championnat du Congo 2016                                 |
| République du Congo 7e - 24 pts                                            | CARA Brazzaville                                    | Finaliste de la Coupe du Congo 2015-2016                        |
| Maroc 7e - 24 pts                                                          | IR Tanger                                           | 3e du Championnat du Maroc 2015-2016                            |
| Maroc 7e - 24 pts                                                          | Maghreb AS                                          | Vainqueur de la Coupe du Trône 2016                             |
| Côte d'Ivoire 9e - 23 pts                                                  | SC Gagnoa                                           | 3e du Championnat de Côte d'Ivoire de football 2015-2016        |
| Côte d'Ivoire 9e - 23 pts                                                  | ASEC Mimosas                                        | Finaliste de la Coupe de Côte d'Ivoire 2015-2016                |
| Mali 9e - 23pts                                                            | Djoliba AC                                          | 3e du Championnat du Mali 2016                                  |
| Mali 9e - 23pts                                                            | AS Onze Créateurs de Niaréla                        | Vainqueur de la Coupe du Mali 2016                              |
| Cameroun 11e - 19 pts                                                      | YOSA Bamenda                                        | 3e du Championnat du Cameroun 2016                              |
| Cameroun 11e - 19 pts                                                      | APEJES Academy                                      | Vainqueur de la Coupe du Cameroun 2016                          |
| Nigeria 12e - 12 pts                                                       | Wikki Tourists FC                                   | 3e du Championnat du Nigeria 2016                               |
| Nigeria 12e - 12 pts                                                       | Ifeanyi Ubah FC                                     | Vainqueur de la Coupe du Nigeria 2016                           |
| Fédérations avec un seul représentant (Classées plus bas que la 12e place) |                                                     |                                                                 |
| Angola 13e - 7 pts                                                         | Clube Recreativo Desportivo Libolo                  | Vainqueur de la Coupe d'Angola 2016                             |
| Ghana 14e - 4 pts                                                          | Bechem United FC                                    | Vainqueur de la Coupe du Ghana 2016                             |
| Libye 14e - 4 pts                                                          | Al Hilal Benghazi S.C.                              | Vainqueur de la Coupe de Libye 2016                             |
| Zambie 14e - 4 pts                                                         | ZESCO United FC                                     | Vice-champion de Zambie 2016                                    |
| Éthiopie 17e - 3 pts                                                       | Defence Force FC                                    | Vice-champion d'Éthiopie 2015-2016                              |
| Botswana                                                                   | Orapa United                                        | Vainqueur de la Coupe du Botswana 2016                          |
| Burkina Faso                                                               | AS SONABEL                                          | Finaliste de la Coupe du Burkina Faso 2016                      |
| Burundi                                                                    | Le Messager FC Ngozi                                | Vainqueur de la Coupe du Burundi 2016                           |
| Comores                                                                    | Volcan Club de Moroni                               | Vainqueur de la Coupe des Comores 2016                          |
| Guinée équatoriale                                                         | Racing Micomeseng                                   | Vainqueur de la Coupe de Guinée équatoriale 2016                |
| Gabon                                                                      | Akanda FC                                           | Vainqueur de la Coupe du Gabon 2016                             |
| Guinée                                                                     | AS Kaloum Star                                      | Finaliste de la Coupe de Guinée 2016                            |
| Kenya                                                                      | Ulinzi Stars FC                                     | Finaliste de la Coupe du Kenya 2016                             |
| Liberia                                                                    | MC Breweries                                        | Vainqueur de la Coupe du Liberia 2016                           |
| Madagascar                                                                 | AS Saint-Michel                                     | Finaliste de la Coupe de Madagascar 2016                        |
| Maurice                                                                    | Pamplemousses SC                                    | Vainqueur de la Coupe de Maurice 2016                           |
| Mozambique                                                                 | União Desportiva do Songo                           | Vainqueur de la Coupe du Mozambique 2016                        |
| Niger                                                                      | AS Douanes de Niamey                                | Vainqueur de la Coupe du Niger 2016                             |
| Ouganda                                                                    | Vipers SC                                           | Vainqueur de la Coupe d'Ouganda 2016                            |
| Rwanda                                                                     | Rayon Sports FC                                     | Vainqueur de la Coupe du Rwanda 2016                            |
| Sénégal                                                                    | NGB ASC Niarry Tally                                | Vainqueur de la Coupe du Sénégal 2016                           |
| Seychelles                                                                 | Saint-Michel United                                 | Vainqueur de la Coupe des Seychelles 2016                       |
| Sierra Leone                                                               | RSLAF                                               | Finaliste de la Coupe de Sierra Leone 2016                      |
| Soudan du Sud                                                              | Wau Salaam FC                                       | Vainqueur de la Coupe du Soudan du Sud 2016                     |
| Swaziland                                                                  | Mbabane Swallows                                    | Vainqueur de la Coupe du Swaziland 2016                         |
| Tanzanie                                                                   | Azam FC                                             | Finaliste de la Coupe de Tanzanie 2016                          |
| Zanzibar                                                                   | KVZ                                                 | Vice-champion de Zanzibar 2016                                  |
| Zimbabwe                                                                   | Ngezi Platinum                                      | Vainqueur de la Coupe du Zimbabwe 2016                          |

- Seize fédérations n'engagent aucune équipe dans la compétition : Érythrée, Djibouti, Somalie, Lesotho, Malawi, Guinée-Bissau, São Tome et Principe, Namibie, Mauritanie, Bénin, République centrafricaine, Cap-Vert, Gambie, Tchad, La Réunion et Togo.

## Compétition

### Tour préliminaire
Quarante formations entrent en lice lors de ce tour préliminaire. Les matchs aller ont lieu entre le 10 et le 12 février, les matchs retour entre le 17 et le 19 février.
| Match | Équipe 1                           | Résultat | Équipe 2                  | Aller | Retour | Tab   |
| ----- | ---------------------------------- | -------- | ------------------------- | ----- | ------ | ----- |
| Q1    | Monrovia Club Breweries            | 3 - 4    | JS Kabylie                | 3 - 0 | 0 - 4  | -     |
| Q2    | Étoile du Congo                    | 3 - 0    | Racing Micomeseng         | 2 - 0 | 1 - 0  | -     |
| Q3    | Ifeanyi Ubah FC                    | 1 - 1    | Al-Masry Club             | 1 - 0 | 0 - 1  | 0 - 3 |
| Q4    | Defence Force FC                   | 1 - 2    | YOSA Bamenda              | 1 - 0 | 0 - 2  | -     |
| Q5    | AS Douanes Niamey                  | 1 - 3    | IR Tanger                 | 1 - 2 | 0 - 1  | -     |
| Q6    | AS Saint-Michel                    | 1 - 2    | SuperSport United         | 0 - 0 | 1 - 2  | -     |
| Q7    | Akanda FC                          | 0 - 1    | FC Renaissance du Congo   | 0 - 0 | 0 - 1  | -     |
| Q8    | Bechem United                      | 3 - 5    | MC Alger                  | 2 - 1 | 1 - 4  | -     |
| Q9    | RSLAF                              | 2 - 1    | Wikki Tourists FC         | 2 - 0 | 0 - 1  | -     |
| Q10   | Platinum Stars                     | 2 - 0    | União Desportiva do Songo | 1 - 0 | 1 - 0  | -     |
| Q11   | Vipers Sports Club                 | 1E - 1   | Volcan Club de Moroni     | 0 - 0 | 1 - 1  | -     |
| Q12   | Orapa United                       | 2 - 4    | Mbabane Swallows          | 0 - 1 | 2 - 3  | -     |
| Q13   | KVZ FC                             | 2 - 4    | Le Messager FC Ngozi      | 2 - 1 | 0 - 3  | -     |
| Q14   | APEJES Academy                     | 2E - 2   | NGB ASC Niarry Tally      | 1 - 0 | 1 - 2  | -     |
| Q15   | Wau Salaam FC                      | 0 - 6    | Rayon Sports FC           | 0 - 4 | 0 - 2  | -     |
| Q16   | Association sportive de la SONABEL | 0 - 3    | SC Gagnoa                 | 0 - 0 | 0 - 3  | -     |
| Q17   | Maghreb AS                         | 3 - 2    | CARA Brazzaville          | 3 - 0 | 0 - 2  | -     |
| Q18   | Pamplemousses SC                   | 1 - 2    | Ngezi Platinum            | 1 - 1 | 0 - 1  | -     |
| Q19   | Al Hilal Obayid                    | 3 - 0    | Saint-Michel United       | 2 - 0 | 1 - 0  | -     |
| Q20   | Al-Hilal Benghazi                  | 1 - 1    | Ulinzi Stars              | 1 - 0 | 0 - 1  | 4 - 5 |

### Premier tour
Les vingt qualifiés du tour préliminaire sont rejoints par les douze équipes exemptées de tour préliminaire. Les matchs aller ont lieu entre le 10 et le 12 mars, les matchs retour entre le 17 et le 19 mars. La FIFA a suspendu les clubs maliens qui sont engagés dans la compétition pour ingérence politique après la dissolution de la Fédération Malienne de Football par le ministre de sport. Malgré leur victoire à l'aller Djoliba Athletic Club et Onze Créateurs de Niaréla perdent les matchs retours sur tapis vert 3-0, en raison de ladite suspension.
| Équipe 1                           | Résultat | Équipe 2                | Aller | Retour  | Tab   |
| ---------------------------------- | -------- | ----------------------- | ----- | ------- | ----- |
| Étoile du Congo                    | 0 - 1    | JS Kabylie              | 0 - 0 | 0 - 1   | -     |
| Djoliba AC                         | 2 - 3    | Al-Masry Club           | 2 - 0 | 0 - 3   | -     |
| CS sfaxien                         | 6 - 1    | YOSA Bamenda            | 5 - 0 | 1 - 1   | -     |
| AS Kaloum Star                     | 1 - 3    | IR Tanger               | 1 - 0 | 0 - 3   | -     |
| Al Ahly Shendi                     | 3 - 6    | SuperSport United       | 3 - 2 | 0 - 4   | -     |
| MC Alger                           | 3 - 2    | FC Renaissance du Congo | 2 - 0 | 1 - 2   | -     |
| Club africain                      | forfait  | RSLAF                   | 9 - 1 | forfait | -     |
| Vipers Sports Club                 | 2 - 3    | Platinum Stars          | 1 - 0 | 1 - 3   | -     |
| Azam FC                            | 1 - 3    | Mbabane Swallows        | 1 - 0 | 0 - 3   | -     |
| ZESCO United                       | 4 - 2    | Le Messager FC Ngozi    | 2 - 0 | 2 - 2   | -     |
| ASEC Mimosas                       | 2 - 1    | APEJES Academy          | 2 - 0 | 0 - 1   | -     |
| Onze Créateurs de Niaréla          | 1 - 3    | Rayon Sports FC         | 1 - 0 | 0 - 3   | -     |
| Maghreb AS                         | 3 - 2    | SC Gagnoa               | 3 - 1 | 0 - 1   | -     |
| Clube Recreativo Desportivo Libolo | 2 - 1    | Ngezi Platinum          | 2 - 1 | 0 - 0   | -     |
| SM Sanga Balende                   | 1 - 1    | Al Hilal Obayid         | 1 - 0 | 0 - 1   | 3 - 5 |
| Smouha Sporting Club               | 4 - 3    | Ulinzi Stars            | 4 - 0 | 0 - 3   | -     |

### Second tour
Les seize qualifiés affrontent les seize équipes reversées de la Ligue des champions de la CAF 2017. Les formations qualifiées du premier tour ont l'avantage de recevoir lors du match retour. Les vainqueurs se qualifient pour la phase de poules de la compétition.
Les équipes reversées de la Ligue des champions de la CAF 2017 sont :
- RC Kadiogo
- Rivers United Football Club
- AS Tanda
- Horoya AC
- Fath US
- Kampala Capital City Authority FC
- CF Mounana
- Young Africans FC
- BYC
- Enugu Rangers
- Gambia Ports Authority
- CNAPS Sport
- Wits University Football Club
- TP Mazembe
- AC Léopards
- AS Port-Louis 2000

| Équipe 1                          | Résultat | Équipe 2                           | Aller | Retour | Tab   |
| --------------------------------- | -------- | ---------------------------------- | ----- | ------ | ----- |
| TP Mazembe                        | 2 - 0    | JS Kabylie                         | 2 - 0 | 0 - 0  | -     |
| Kampala Capital City Authority FC | 1 - 1    | Al-Masry Club                      | 1 - 0 | 0 - 1  | 4 - 3 |
| RC Kadiogo                        | 1 - 4    | CS sfaxien                         | 1 - 2 | 0 - 2  | -     |
| Horoya AC                         | 4 - 3    | IR Tanger                          | 2 - 0 | 2 - 3  | -     |
| BYC                               | 1 - 6    | SuperSport United                  | 1 - 1 | 0 - 5  | -     |
| Young Africans FC                 | 1 - 4    | MC Alger                           | 1 - 0 | 0 - 4  | -     |
| AS Port-Louis 2000                | 3 - 6    | Club africain                      | 1 - 2 | 2 - 4  | -     |
| AS Tanda                          | 2 - 2    | Platinum Stars                     | 2 - 0 | 0 - 2  | 4 - 5 |
| AC Léopards                       | 3 - 4    | Mbabane Swallows                   | 1 - 0 | 2 - 4  | -     |
| Enugu Rangers                     | 2 - 5    | ZESCO United                       | 2 - 2 | 0 - 3  | -     |
| CF Mounana                        | 2 - 1    | ASEC Mimosas                       | 2 - 1 | 0 - 0  | -     |
| Rivers United Football Club       | 2 - 0    | Rayon Sports FC                    | 2 - 0 | 0 - 0  | -     |
| Fath US                           | 3 - 2    | Maghreb AS                         | 2 - 1 | 1 - 1  | -     |
| CNAPS Sport                       | 1 - 1    | Clube Recreativo Desportivo Libolo | 1 - 1 | 0 - 0  | -     |
| Gambia Ports Authority            | 1 - 4    | Al Hilal Obayid                    | 1 - 1 | 0 - 3  | -     |
| Wits University Football Club     | 0 - 1    | Smouha Sporting Club               | 0 - 0 | 0 - 1  | -     |

## Phase de poules
Le tirage au sort aura lieu au Caire le 26 Avril 2017 à 14:00 EET (UTC+2). Les deux meilleures équipes de chaque groupe se qualifieront pour les quarts de finale.

### Matchs et classements
| Chapeau 1    | Chapeau 1 | Chapeau 2     | Chapeau 2 | Chapeau 3         | Chapeau 3 | Chapeau 5        | Chapeau 5 |
| ------------ | --------- | ------------- | --------- | ----------------- | --------- | ---------------- | --------- |
| TP Mazembe   | 58 pts    | Smouha SC     | 4 pts     | Rivers United FC  | 0 pts     | CF Mounana       | 0 pts     |
| CS sfaxien   | 21 pts    | CRD Libolo    | 2 pts     | SuperSport United | 0 pts     | Mbabane Swallows | 0 pts     |
| ZESCO United | 15 pts    | MC Alger      | 0 pts     | Horoya AC         | 0 pts     | KCCA FC          | 0 pts     |
| Fath US      | 12 pts    | Club africain | 0 pts     | Platinum Stars    | 0 pts     | Al Hilal Obayid  | 0 pts     |

### Groupe A
| Rang | Équipe           | Pts | J | G | N | P | Bp | Bc | Diff |  | Résultats (▼ dom., ► ext.) |     |     |     |     |
| ---- | ---------------- | --- | - | - | - | - | -- | -- | ---- |  | -------------------------- | --- | --- | --- | --- |
| 1    | Club africain    | 12  | 6 | 4 | 0 | 2 | 13 | 6  | +7   |  | Club africain              |     | 2-1 | 4-0 | 3-1 |
| 2    | FUS Rabat        | 9   | 6 | 3 | 0 | 3 | 9  | 8  | +1   |  | FUS Rabat                  | 2-1 |     | 3-0 | 2-1 |
| 3    | KCCA FC          | 9   | 6 | 3 | 0 | 3 | 8  | 12 | -4   |  | KCCA FC                    | 2-1 | 3-1 |     | 2-1 |
| 4    | Rivers United FC | 6   | 6 | 2 | 0 | 4 | 6  | 10 | -4   |  | Rivers United FC           | 0-2 | 2-1 | 1-0 |     |

### Groupe B
| Rang | Équipe              | Pts | J | G | N | P | Bp | Bc | Diff |  | Résultats (▼ dom., ► ext.) |     |     |     |     |
| ---- | ------------------- | --- | - | - | - | - | -- | -- | ---- |  | -------------------------- | --- | --- | --- | --- |
| 1    | CS Sfax             | 13  | 6 | 4 | 1 | 1 | 13 | 4  | +9   |  | CS Sfax                    |     | 4-0 | 1-0 | 3-0 |
| 2    | MC Alger            | 11  | 6 | 3 | 2 | 1 | 7  | 7  | 0    |  | MC Alger                   | 2-1 |     | 2-1 | 2-0 |
| 3    | Mbabane Swallows FC | 5   | 6 | 1 | 2 | 3 | 8  | 10 | -2   |  | Mbabane Swallows FC        | 1-3 | 0-0 |     | 4-2 |
| 4    | Platinum Stars FC   | 3   | 6 | 0 | 3 | 3 | 6  | 13 | -7   |  | Platinum Stars FC          | 1-1 | 1-1 | 2-2 |     |

### Groupe C
| Rang | Équipe          | Pts | J | G | N | P | Bp | Bc | Diff |  | Résultats (▼ dom., ► ext.) |     |     |     |     |
| ---- | --------------- | --- | - | - | - | - | -- | -- | ---- |  | -------------------------- | --- | --- | --- | --- |
| 1    | ZESCO United FC | 10  | 6 | 3 | 1 | 2 | 6  | 5  | +1   |  | ZESCO United FC            |     | 3-0 | 1-0 | 1-0 |
| 2    | Al Hilal Obayid | 10  | 6 | 3 | 1 | 2 | 6  | 6  | 0    |  | Al Hilal Obayid            | 1-0 |     | 2-0 | 2-1 |
| 3    | CRD Libolo      | 7   | 6 | 2 | 1 | 3 | 4  | 5  | -1   |  | CRD Libolo                 | 3-0 | 1-0 |     | 0-0 |
| 4    | Smouha SC       | 6   | 6 | 1 | 3 | 2 | 5  | 5  | 0    |  | Smouha SC                  | 1-1 | 1-1 | 2-0 |     |

La FIFA a suspendu la Fédération du Soudan de football le 7 juillet 2017 En conséquence, les équipes soudanaises ne pouvaient continuer à participer à des compétitions internationales, et Al Hilal Obayid est donc disqualifié de la Coupe de la confédération. et tous les matchs joués par eux ne sont pas pris en compte. Le 20 juillet 2017, le Comité exécutif de la CAF prend note de la levée de la suspension du Soudan par la FIFA et indique que les clubs soudanais engagés dans les compétitions interclubs de la CAF ne sont pas disqualifiés mais perdent, conformément aux règlements, leurs matchs de la 6e journée de la phase de groupes.

### Groupe D
| Rang | Équipe               | Pts | J | G | N | P | Bp | Bc | Diff |  | Résultats (▼ dom., ► ext.) |     |     |     |     |
| ---- | -------------------- | --- | - | - | - | - | -- | -- | ---- |  | -------------------------- | --- | --- | --- | --- |
| 1    | TP Mazembe           | 12  | 6 | 3 | 3 | 0 | 8  | 4  | +4   |  | TP Mazembe                 |     | 2-2 | 2-1 | 2-0 |
| 2    | Supersport United FC | 10  | 6 | 2 | 4 | 0 | 13 | 8  | +5   |  | Supersport United FC       | 0-0 |     | 2-2 | 4-1 |
| 3    | Horoya AC            | 9   | 6 | 2 | 3 | 1 | 6  | 5  | +1   |  | Horoya AC                  | 1-1 | 0-0 |     | 1-0 |
| 4    | CF Mounana           | 0   | 6 | 0 | 0 | 6 | 4  | 14 | -10  |  | CF Mounana                 | 0-1 | 3-5 | 0-1 |     |

## Phase finale

### Qualification
Les quatre premiers et les quatre deuxièmes de chaque groupe participent à
la phase finale, qui débute par les quarts de finale. En cas d'égalité entre deux ou plusieurs équipes, le classement est déterminé d'abord par la différence de points particulière entre les équipes à égalité puis la différence de buts particulière. Les premiers
sont têtes de série et reçoivent pour le match retour contrairement aux deuxièmes.
| Groupe | 1er de groupe – Tête de série | 2e de groupe – Non-tête de série |
| ------ | ----------------------------- | -------------------------------- |
| A      | Club africain                 | Fath US                          |
| B      | CS sfaxien                    | MC Alger                         |
| C      | ZESCO United FC               | Al Hilal Obayid                  |
| D      | TP Mazembe                    | Supersport United FC             |

### Quarts de finale
| Équipe               | Aller | Total          | Retour | Équipe          |
| -------------------- | ----- | -------------- | ------ | --------------- |
| MC Alger             | 1 – 0 | 1 – 2          | 0 – 2  | Club africain   |
| Supersport United FC | 0 – 0 | 2E – 2         | 2 – 2  | ZESCO United FC |
| Fath US              | 1 – 0 | 1 – 1 5 - 4tab | 0 – 1  | CS sfaxien      |
| Al Hilal Obayid      | 1 – 2 | 1 – 7          | 0 – 5  | TP Mazembe      |

### Demi-finales
| Équipe               | Aller | Total | Retour | Équipe        |
| -------------------- | ----- | ----- | ------ | ------------- |
| Supersport United FC | 1 – 1 | 4 – 2 | 3 – 1  | Club africain |
| TP Mazembe           | 1 – 0 | 1 – 0 | 0 – 0  | Fath US       |

### Finale
| Équipe     | Aller | Total | Retour | Équipe               |
| ---------- | ----- | ----- | ------ | -------------------- |
| TP Mazembe | 2 – 1 | 2 – 1 | 0 – 0  | Supersport United FC |

## Vainqueur
| Coupe de la confédération Vainqueur 2017 |
| ---------------------------------------- |
| TP Mazembe 2e titre                      |

## Meilleurs buteurs
|   | Joueurs                   | Club              | Total |
| - | ------------------------- | ----------------- | ----- |
| 1 | Ben Malango               | TP Mazembe        | 6     |
| 2 | Jeremy Brockie            | SuperSport United | 5     |
| 2 | Sabelo Ndzinisa           | Mbabane Swallows  | 5     |
| 2 | Hichem Nekkache           | MC Alger          | 5     |
| 5 | Saber Khalifa             | Club Africain     | 4     |
| 5 | Thabo Mnyamane            | SuperSport United | 4     |
| 7 | Karim Aouadhi             | CS Sfaxien        | 3     |
| 7 | Firas Chaouat             | CS Sfaxien        | 3     |
| 7 | Jean Francis Ebélé Dipita | Horoya            | 3     |
| 7 | Mohamed Fouzair           | FUS Rabat         | 3     |
| 7 | Bradley Grobler           | SuperSport United | 3     |
| 7 | Manoubi Haddad            | Club Africain     | 3     |
| 7 | Derrick Nsibambi          | KCCA              | 3     |
| 7 | Thuso Phala               | SuperSport United | 3     |